# John Reed Swanton
John Reed Swanton (19. veljače 1873. – 2. svibnja 1958.), američki antropolog i jezikoslovac rođen u Gardineru, u američkoj državi Maine, gdje je pohađao lokalnu školu. Dalje se školuje na Harvardu gdje mu je mentor bio Frederic Ward Putnam. Magistrirao je 1897, a doktorirao 1900.-te. Jezikoslovlje je studirao s Franzom Boasom 1898. i 1899. na sveučilištu Columbiji.
Po završetku škola terenski radi prvo na Sjeverozapadnoj obali s Indijancima Tlingit i Haida, gdje izučava njihove mitove i prevodi tekstove na haidski jezik. S Haidama je živio oko godinu dana.
Godine 1903. ženi se s Alice Barnard iz Washingtona, s kojom je imao troje djece, dva sina i kćerku. U nastavku karijere radi za Bureau of American Ethnology za Smithsonian Institut u Washington, DC. Tu će provesti oko 40 godina, izučavajući poglavito indijanska plemena Muskhogean na američkom Jugoistoku, u Louisiani, Teksasu i Oklahomi. Izučava jezičnu srodnost ovih plemena i njihovu socijalnu organizaciju. Predsjwednik je American Anthropological Association 1932. Umro je u dobi od 85 godina u Newtonu, Massachusetts.